# 浙案紀略
浙案纪略，清朝末年革命党人陶成章所著记述光复会历史的书籍。
陶成章是光复会主要领导人，亲身参与策划反清起义，写成《浙案纪略》三卷。上卷是光复会革命活动的纪事本末，中卷是光复会党人列传，下卷是光复军文告、清政府镇压革命的档案资料，另附有《教会源流考》。记录翔实有据，是研究光复会历史的重要资料。清宣统二年（1910年）在日本初版刊行，此版仅有列传和《教会源流考》两部分。民国五年（1916年），陶成章去世四年后，由魏蘭整理重印，为全部三卷。